# Atlantska šuma
Atlantska šuma (portugalski Mata Atlântica) je područje tropske i suptropske kišne šume, tropske suhe šume, tropskih savana, polubjelogorične šume, mangrovih šuma i pripadajućeg grmlja (restingas) koje se pružaju duž atlantske obale Brazila, od brazilske savezne države Rio Grande do Norte na sjeveru, do države Rio Grande do Sul na jugu (u državama Bahia i Espírito Santo), te unutra prema zapadu sve do Paragvaja i argentinske pokrajine Misiones. Ona se odlikuje bioraznolikošću velike endemičnosti.
To je bio prvi pejzaž s kojim su se susreli portugalski osvajači prije 500 godina, otuda i naziv "obala otkrića" (Costa do Descobrimento). Tada se rasprostirao na oko 1 do 1,5 milijuna km², od obale daleko u nepoznatu unutrašnjost južnoameričkog kontinenta. Danas atlantska šuma pokriva oko 95.000 km² (7,3% izvorne površine), uglavnom u Brazilu i manjim dijelom u Paragvaju i Argentini.
U ovom području se nalazi nekoliko rezervat prirode (Linhares), bioloških rezervata (Sooretamai, Una, PAU Brazil CEPLAC, Veracruz) i nacionalnih parkova (Discovery), ukupne površine od oko 1119.3 km², koje su najbogatije područje na svijetu po bioraznolikosti (gledajući po broju vrsta drveća po hektaru, što je negdje bila brojka od 450 vrsta) i u kojem obitava neviđen broj endema koji otkrivaju tragove i uzorke evolucije. Zbog toga su zajedno upisani na UNESCO-ov popis mjesta svjetske baštine u Amerikama 1999. godine kao "usamljeni ostaci nekad širokih šuma koji su nezamjenjiva svjetska šumska baština".

## Odlike
Vapnenački plato s visoravnima (sierras) pokriva veći dio ovog područja čiju granicu čini linija bijelih ili crvenkastih litica morske obale. Sedimenti i pijesak iz rijeke i morskih naslaga čine nepravilne obale pješčanih dina i ravnica i nakupljaju se u velikim riječnim dolinama. Najviše formacije Obale otkrića su okrugla brda vulkanskog i metamorfnog podrijetla koja su koncentrirana na jugu, od koji je najpoznatiji Monte Pascoal.
Atlantska šuma se javlja u nekoliko vrsta:
- Restinga je šuma koja raste na učvršćenim obalnim dinama i uglavnom ju čine guste krošnje niske šume velike gustoće. Otvorena restinga je slična savanama s razbacanim nakupinama niskog drveća i grmova, te gustih slojeva trava, zeljastih biljaka i paprati.
- Tropska kišna šuma, do 300 m nadmorske visine, prima više od 2.000 mm kiše godišnje i prema krajoliku dijeli se na nizinsku, pod-planinsku i planinsku tropsku kišnu šumu. Atlantska tropska kišna šuma je osobita jer se prostire daleko ispod 24° južne geografske širine, koja se smatra granicom tropa, jer ju vjetrovi pasati pomažu održati tijekom južnjačke zime. Zapravo brazilska atlantska šuma primi više padalina od svibnja do kolovoza, nego tijekom ljetnih mjeseci.
- Tabuleiro šuma se može naći na jako vlažnom glinastom tlu, dok se tabuleiro savane javljaju na brzosušećem pjeskovitom tlu. To su vlažna područja koja ovise o vlažnom oceanskom zraku.
- Atlantska suha ili sezonska šuma se nalazi dalje u unutrašnjosti i predstavlja prijelaz iz aridnih caatinga šuma na sjeverozapadu i cerradosza savana na istoku.

Ove šume su niže, otvorenije s većim brojem bjelogoričnih, a manjim brojem tropskih vrsta drveća. One primaju od 700-1.600 mm kiše godišnje s točno određenom sezon suša.
- Planinska vlažna šuma se nalazi na većim visinama, na planinama i visoravnima južnog Brazila.
- Grmovite planinske savane ili Campo rupestre se javljaju na najvišim dijelovima krajolika.

Atlantska šuma je jasno odvojena od druga dva južnoamerička šumska sustava, od Amazonske šume otvorenim prostranstvima caatinga i cerada, te od Andske šume suhom vegetacijom i depresijama chacoa. Zahvaljujući ovoj odvojenosti na ovom području se javio veliki broj endemskih vrsta: 40% biljaka, 52% drveća, i 60% životinja, od čega 92% vodozemaca. Neki od primjera su: kokoš Crax blumenbachii, vunasti majmun pauk (Brachyteles), uskoleđni dikobraz (Chaetomys subspinosus) i mnogi pandžaši poput više vrsta lavljih tamarina (Leontopithecus). 
Ona je i veliki rezervat biosfere s velikim brojem kritično ugroženih vrsta kao što su: brazilsko drvo (Caesalpinia echinata), palma Euterpe edulis, crvena mangrova (Rhizophora mangle), troprsti ljenivac (Bradypus torquatus), Aburria jacutinga, jaguar i dr.
Skoro 250 vrsta vodozemaca, ptica i sisavaca su iskorijenjeni ljudskim djelovanjem na ovom području u posljednjih 400 godina. Također, svake godine se otkriju neke do tada nepoznate vrste biljaka i životinja kao što su kritično ugroženi lavlji tamarin Superagui  (Leontopithecus caissara, otkriven 1990.) i zlatni kapucin (Cebus flavius), otkriven tek 2006. god. 
- Prolaz kroz atlantsku prašumu
- Bromelije atlantske šume
- Slap na rijeci Curitiba
- Atlantska šuma kod Piraquara (Grande Curitiba)
- Ugroženost atlantske šume deforestacijom

## Vajske poveznice
- Amazon Institute (engl.)
- Atlantic Forest (Conservation International) (engl.)
- Atlantic Forest Foundation (engl.)
- Iracambi Atlantic Rainforest Research and Conservation Center (port.)